# Сорочинск
 Не следует путать с селом Великие Сорочинцы Полтавской области Украины, где происходила описанная Н.В.Гоголем Сорочинская ярмарка
Соро́чинск — город в России. Образует Сорочинский городской округ Оренбургской области.
Население 28 478 чел. (2021).

## География
Город расположен в Предуралье, на левом берегу реки Самары (приток Волги), в 188 км к северо-западу от областного центра города Оренбурга и в 242 км к юго-востоку от города Самары. Одной из достопримечательностей города является знаменитое рукотворное море Сорочинское водохранилище, которое находится в непосредственной близости от Сорочинска.
Весной можно наблюдать дикорастущие тюльпаны.

### Климат
Климат Сорочинска резко континентальный. Лето жаркое и засушливое. Продолжительность климатического лета неполные четыре месяца. Период без заморозков длиннее, в среднем 146 дней. Зима холодная, максимальная высота снежного покрова наблюдается в феврале (28 см). Температура сильно колеблется в зависимости от времени суток и направления ветра. Летом возможен взлёт температуры до +40 °C или падение до +5 °C. Осень наступает рано, случается это обычно в первой половине сентября, а зима начинается чаще всего в начале ноября. Весна наступает в конце марта, но погода в этот сезон неустойчивая, даже в конце мая возможен возврат холодов. Зимой погода колеблется от небольших морозов до сильных холодов, иногда бывают слабые оттепели или суровые холода до −40 °C.
Среднегодовые климатические показатели Сорочинска:
- среднегодовая температура: +5,1 °C,
- среднегодовая скорость ветра: 2,9 м/с (среднемесячная от 2,3 м/с в августе до 3,3 м/с в январе),
- среднегодовая влажность воздуха: 71 % (среднемесячная от 53 % в мае до 84 % в ноябре)[3].

| Показатель              | Янв.  | Фев.  | Март  | Апр.  | Май  | Июнь | Июль | Авг. | Сен. | Окт.  | Нояб. | Дек.  | Год   |
| ----------------------- | ----- | ----- | ----- | ----- | ---- | ---- | ---- | ---- | ---- | ----- | ----- | ----- | ----- |
| Абсолютный максимум, °C | 5,1   | 4,1   | 18,1  | 32,1  | 37,4 | 39,5 | 41,4 | 39,1 | 36,4 | 26,7  | 15,7  | 6,7   | 41,4  |
| Средняя температура, °C | −11,6 | −11,2 | −5,1  | 6,5   | 14,8 | 20,0 | 21,6 | 19,6 | 13,4 | 5,6   | −3,2  | −9,4  | 5,1   |
| Абсолютный минимум, °C  | −43,4 | −39   | −34,3 | −23,6 | −6,3 | −1   | 4,3  | −0,3 | −6,4 | −21,6 | −33,2 | −40,1 | −43,4 |
| Норма осадков, мм       | 30    | 21    | 25    | 25    | 32   | 51   | 41   | 39   | 30   | 36    | 32    | 31    | 493   |
| Источник: .             |       |       |       |       |      |      |      |      |      |       |       |       |       |

### Часовой пояс
Сорочинск находится в часовом поясе UTC+5, время в котором отличается на +2 часа от московского (MSK+3), время в Сорочинске отличается от поясного на два часа в течение всего года после отмены 27 марта 2011 года перехода на летнее и зимнее время.

## История

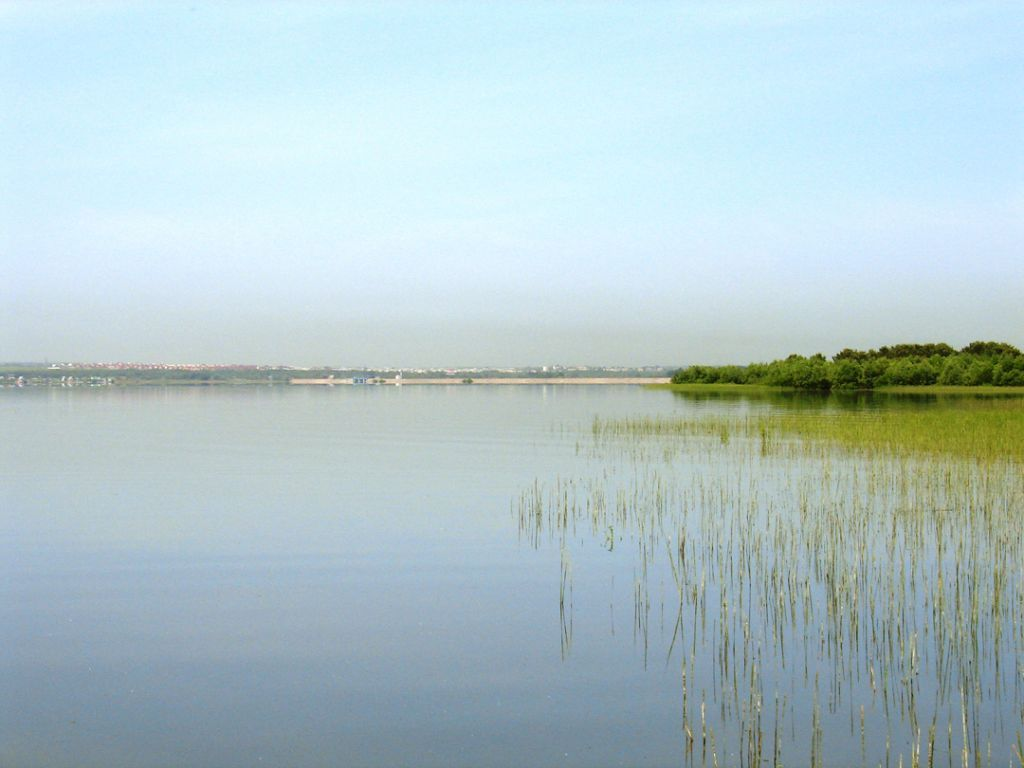
Сорочинское водохранилище

Крепость была назначена для строительства при устье реки Сорочки, при впадении её в Самару. Весной 1736 года Пётр Семёнович Бахметьев, тесть И. К. Кирилова, прибыв на место назначенного строительства, обнаружил большую воду и вынужден был переместиться выше по течению Самары к двум менгирам, существующим до сих пор на углу улиц Фрунзе и Володарского. Здесь началось строительство Сорочинской крепости. Название оставили прежним.
Первым атаманом крепости, в которой тогда проживало 200 служилых людей, в 1737 г. был Алексей Соколов, 36-летний есаул из яицких казаков. На момент восстания Емельяна Пугачёва на государственном обеспечении значилось 94 казака, на собственном обеспечении — 23 чел., коренных казаков — 77 чел., иногородних — 4 чел., монастырских — 20 чел., помещичьих — 7  чел., из мещанских слобод — 7 чел.
В 1773 году крепость была занята Пугачёвым, который двигался со своими войсками по правому берегу реки Самарки. Заняв Сорочинскую крепость, устроил здесь сборный и наблюдательный пункт. В память о пребывании здесь предводителя Крестьянской войны 1773—1775 годов долгое время оставались пять чугунных пушек XVIII века, но в 1927 году две из них были перевезены в Артиллерийский музей в Ленинград.
С XIX века населённый пункт назывался селом Сорочинским.
Движение по железной дороге Самара — Оренбург началось 1 января 1877 года, курсировали 2 почтово-пассажирских и 2 торгово-пассажирских поезда. На каждой станции через 25 км паровоз отцепляли и подгоняли к водонапорной башне для долива воды, а затем к складу дров и угля, на следующей станции всё повторялось. Железная дорога дала мощный толчок для развития Сорочинска.
1 июня 1932 года село было преобразовано в рабочий посёлок Сорочинск, который 16 мая 1945 года получил статус города.
В декабре 2011 года состоялось открытие нового железнодорожного вокзала — с залом ожидания, рассчитанным на 50 посадочных мест, комнатой матери и ребёнка, буфетом. Предыдущее здание вокзала представляло собой деревянное строение XIX века с печным отоплением.
В своё время в городе побывали такие известные люди, как А. С. Пушкин, Е. И. Пугачёв, А. А. Фадеев, Д. А. Фурманов, В. И. Чапаев, М. И. Калинин, В. В. Жириновский.
В Сорочинске родился Герой Советского Союза Иван Алексеевич Акимов.

## Население
| 1939    | 1959    | 1967    | 1970    | 1979    | 1989    | 1992    | 1996    | 1998    | 2000    |
| ------- | ------- | ------- | ------- | ------- | ------- | ------- | ------- | ------- | ------- |
| 17 900  | ↗19 359 | ↗23 000 | ↗23 235 | ↗24 739 | ↗26 721 | ↗27 500 | ↗29 600 | ↗30 100 | ↗30 500 |
| 2001    | 2002    | 2003    | 2004    | 2005    | 2006    | 2007    | 2008    | 2009    | 2010    |
| ↗30 700 | ↘30 136 | ↘30 100 | ↘29 800 | ↘29 600 | ↘29 300 | ↘29 100 | ↗29 214 | ↗29 233 | ↗29 249 |
| 2011    | 2012    | 2013    | 2014    | 2015    | 2016    | 2017    | 2018    | 2019    | 2020    |
| ↘29 200 | ↘28 988 | ↘28 728 | ↘28 549 | ↘28 367 | ↘28 136 | ↘27 912 | ↘27 547 | ↘27 164 | ↘27 088 |
| 2021    |         |         |         |         |         |         |         |         |         |
| ↗28 478 |         |         |         |         |         |         |         |         |         |

На 1 января 2025 года по численности населения город находился на 521-м месте из 1124 городов Российской Федерации.
Проживают русские, татары.

## Экономика
Важную роль играет добыча нефти. Сорочинск — центр переработки сельскохозяйственного сырья. Мясокомбинат, комбинат хлебопродуктов.

## Транспорт
Железнодорожная станция Сорочинская Южно-Уральской железной дороги. Это был последний вокзал, построенный между Самарой и Оренбургом в 1877 году.

## Спорт
Специализированная школа олимпийского резерва по настольному теннису.
Спортивный комплекс «Дружба». В зимнее время действует каток. К областным сельским олимпийским играм, которые проходили в городе в июле 2008 года, был отремонтирован городской стадион.
В 2017 году на близлежащей сопке Маяк был открыт лыжный комплекс с подъёмником.

## Культура

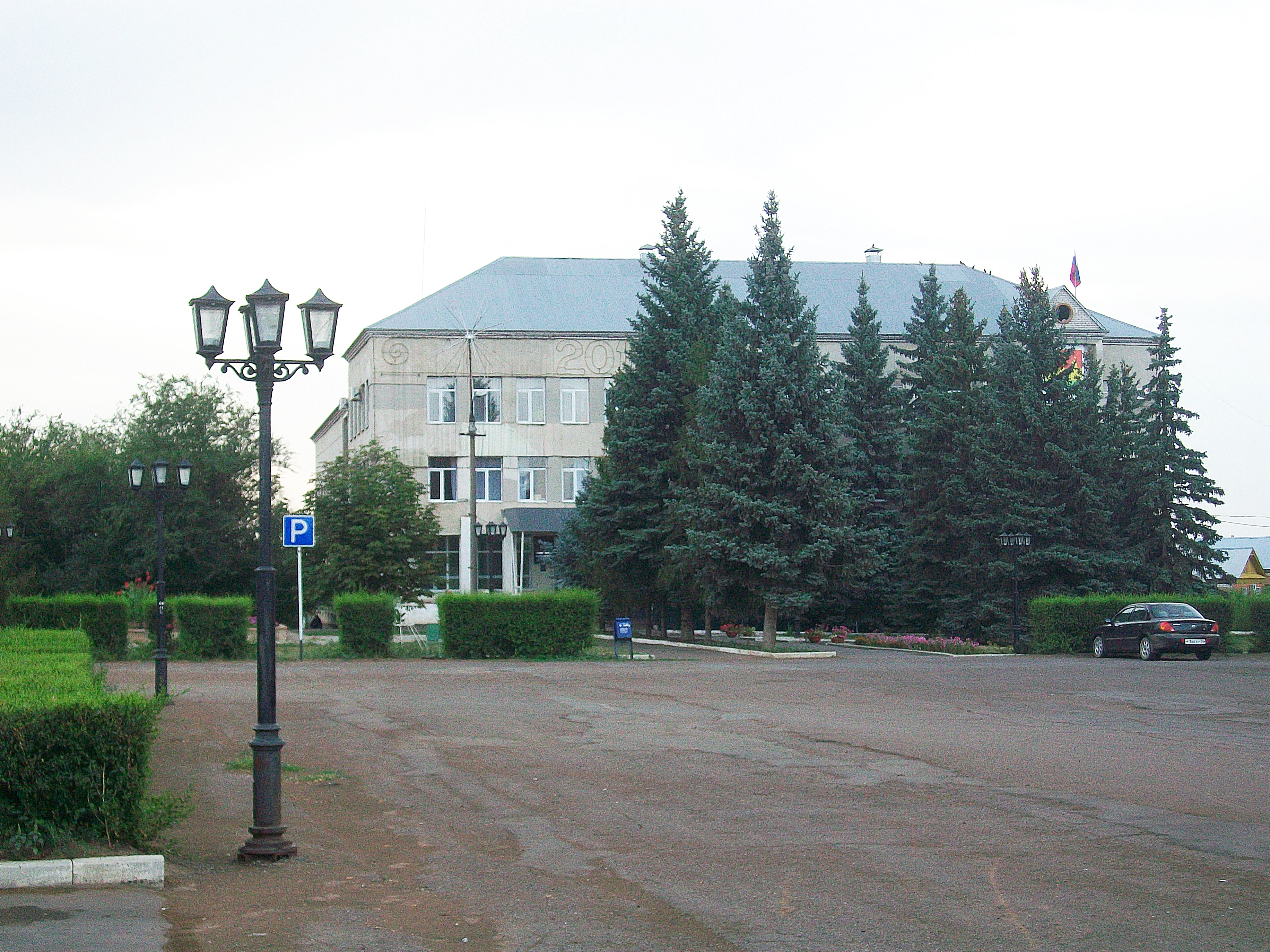
Здание администрации

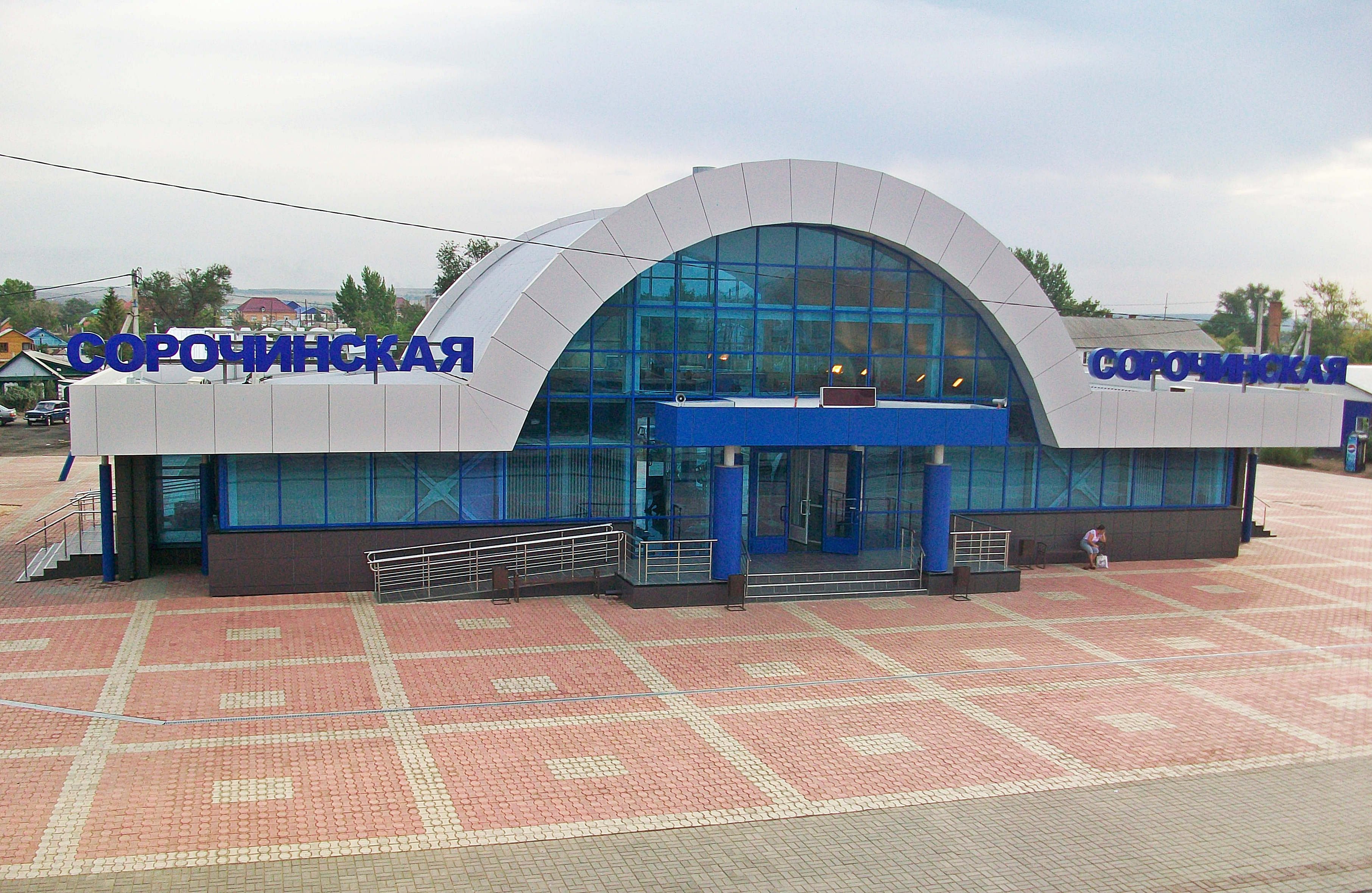
Железнодорожный вокзал

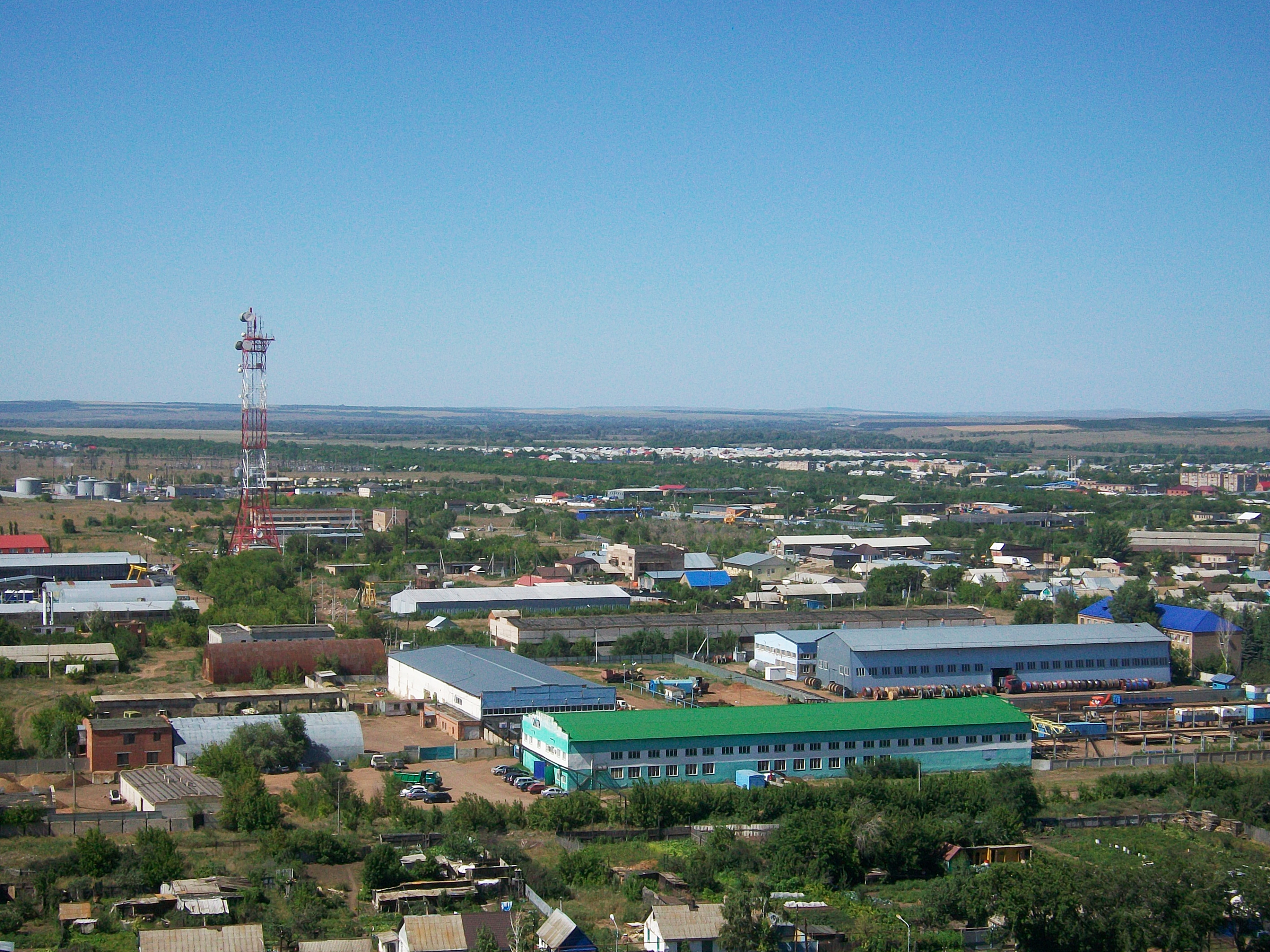
Западный микрорайон

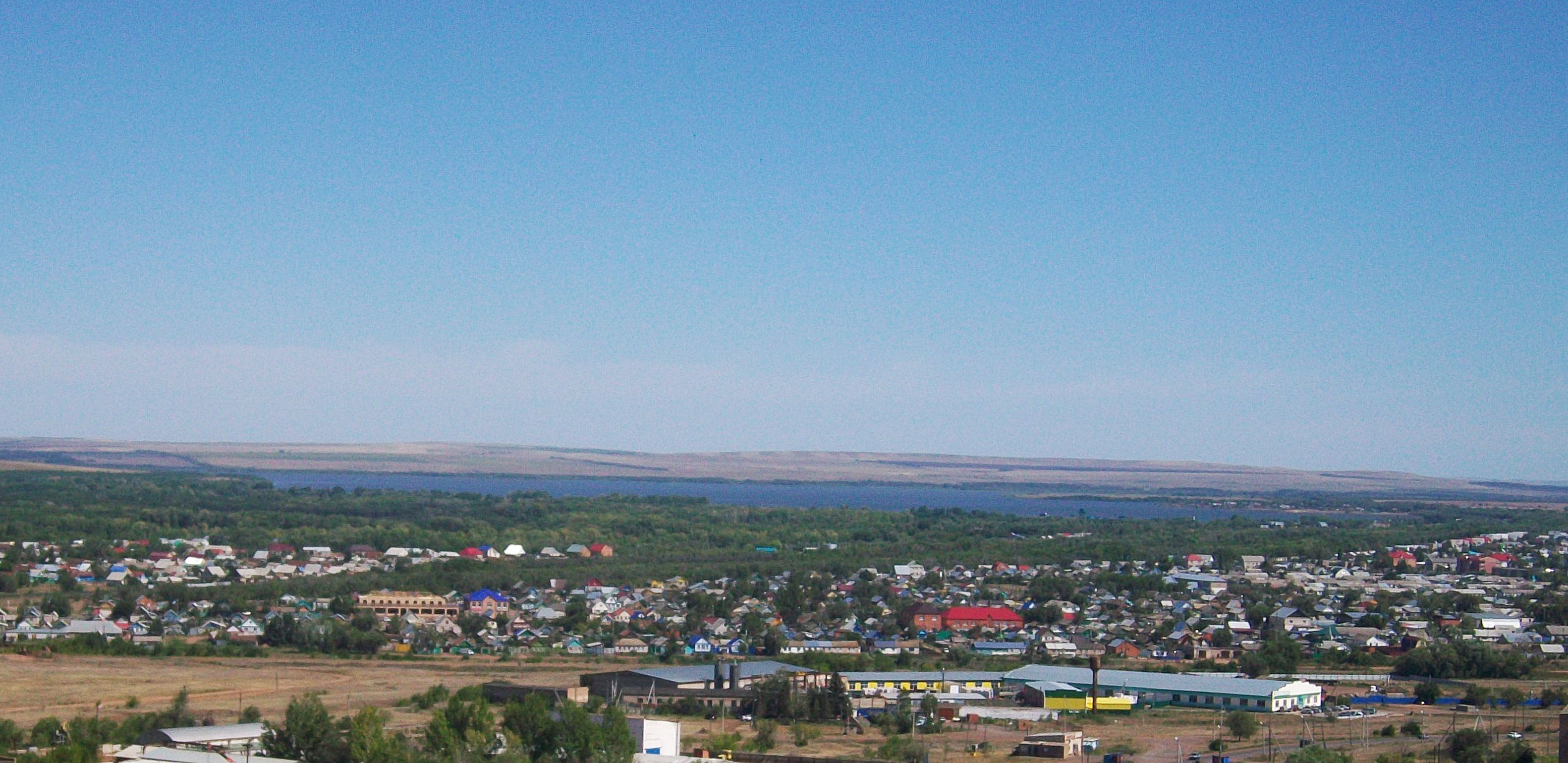
Сорочинское водохранилище

В городе имеются краеведческий музей, школа искусств «Лира», кинотеатр «Россия», районный дом культуры, центр досуга «Дружба», центр детского творчества, центр детского технического творчества.
Работают шесть общеобразовательных школ (№ 1, 2, 3, 4, 5, 7 и 117). Имеются ветеринарный техникум, аграрный техникум, автошкола.

### Сотовая связь
- «Билайн»,
- Поволжский филиал ОАО «МегаФон»,
- МТС,
- Tele2.

#### Телевидение
- Первый канал,
- Россия 1 / ГТРК «Оренбург»,
- ТНТ,
- ОРТ-Планета,
- Пятый канал,
- Звезда,
- НТВ,
- ТВ Центр,
- Матч ТВ,
- Россия К,
- Россия 24 / ГТРК Оренбург,
- ОТР / ОРТ-Планета,
- Карусель,

### Радиостанции г. Сорочинск
| Частота МГц | Название                     |
| ----------- | ---------------------------- |
| 102,4       | Дорожное радио               |
| 102,9       | Юмор FM                      |
| 103,5       | Радио Дача                   |
| 104,7       | Радио России / ГТРК Оренбург |
| 106,1       | Радио ENERGY                 |
| 106,6       | Максима FM                   |

### Пресса
Одной из крупнейших и старейших общественно-политических газет Сорочинска является «Сорочинскии вестник». Также популярна газета «Сорочинская ярмарка».

## Религия
Православные храмы

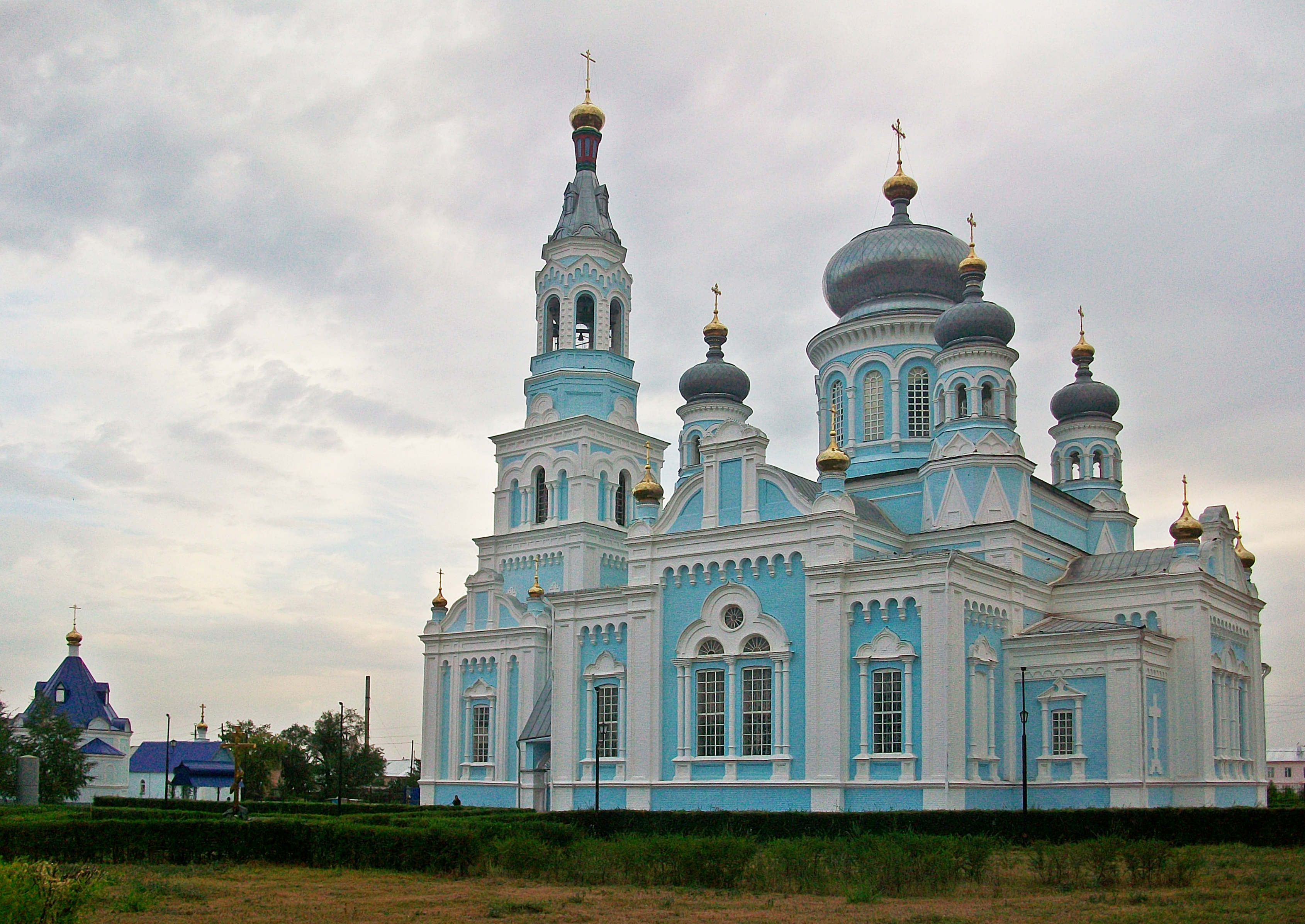
Храм Михаила Архангела

- Восстановленный храм Михаила Архангела, который был разрушен в годы революции;
- Церковь Сергия Радонежского;
- Церковь Казанской иконы Божией Матери.

Мечети
- Мечеть имени Бикбулатова Рахматуллы Минвалиевича.

## Известные люди
- Акимов, Иван Алексеевич — уроженец Сорочинска, Герой Советского Союза, полковник.
- Осокина, Антонина Павловна — Герой Социалистического Труда, советский и партийный деятель.
- Яковенцев, Анатолий Александрович — уроженец Сорочинска, Герой Социалистического Труда, командир самолёта «Ан-2» Липецкого объединённого авиационного отряда управления гражданской авиации центральных районов Министерства гражданской авиации СССР.